# Canton de Mormoiron
Le canton de Mormoiron est une ancienne division administrative française du département de Vaucluse, en région Provence-Alpes-Côte d'Azur.

## Histoire
Le canton est supprimé par le décret du 28 février 2014 qui entre en vigueur à l'issue des élections départementales de mars 2015. Il est englobé dans le canton de Pernes-les-Fontaines.

## Composition
Le canton de Mormoiron comprenait dix communes :
| Nom                     | Code Insee | Intercommunalité            | Superficie (km2) | Population (dernière pop. légale) | Densité (hab./km2) |
| ----------------------- | ---------- | --------------------------- | ---------------- | --------------------------------- | ------------------ |
| Mormoiron (chef-lieu)   | 84082      | CC Ventoux Sud              | 25,03            | 1 897 (2014)                      | 76                 |
| Bédoin                  | 84017      | CA Ventoux-Comtat Venaissin | 91,03            | 3 072 (2014)                      | 34                 |
| Blauvac                 | 84018      | CC Ventoux Sud              | 20,80            | 515 (2014)                        | 25                 |
| Crillon-le-Brave        | 84041      | CA Ventoux-Comtat Venaissin | 7,63             | 473 (2014)                        | 62                 |
| Flassan                 | 84046      | CA Ventoux-Comtat Venaissin | 20,60            | 434 (2014)                        | 21                 |
| Malemort-du-Comtat      | 84070      | CC Ventoux Sud              | 11,92            | 1 682 (2014)                      | 141                |
| Méthamis                | 84075      | CC Ventoux Sud              | 36,81            | 416 (2014)                        | 11                 |
| Modène                  | 84077      | CA Ventoux-Comtat Venaissin | 4,73             | 454 (2014)                        | 96                 |
| Saint-Pierre-de-Vassols | 84115      | CA Ventoux-Comtat Venaissin | 4,93             | 516 (2014)                        | 105                |
| Villes-sur-Auzon        | 84148      | CC Ventoux Sud              | 27,08            | 1 330 (2014)                      | 49                 |

## Représentation

### Conseillers généraux de 1833 à 2015
| Période                 | Identité                                     | Parti         | Qualité |
| ----------------------- | -------------------------------------------- | ------------- | --- |
| 1833-1836 (démission)   | Joseph de Bonaud d'Archimbaud                |               | Ancien capitaine de frégate Propriétaire à Bédoin Député de Vaucluse (1815-1816) Propriétaire du château de Véronnes à Vinsobres                           |
| 1836-1837               | Claude François Conil                        |               | Propriétaire Maire de Mormoiron |
| 1837-1842               | Comte Philippe Jules de Bonadona (1801-1883) |               | Maire de Malemort-du-Comtat |
| 1842-1848               | Marquis Théophile de Brassier de Jocas       |               | Magistrat à Apt |
| 1848-1852               | Théophile-Magloire Bernusset                 |               | Notaire - Maire de Mormoiron |
| 1852-1861               | Marquis Théophile de Brassier de Jocas       |               | Magistrat à Apt, maire de Carpentras |
| 1861-1870               | Marie Alexandre Louis Loubet                 |               | Substitut du procureur du Roi à Carpentras |
| juin 1870-novembre 1870 | Marius Raspail                               | Républicain   | Médecin |
| 1870-1871               | Marius Raspail                               | Républicain   | Membre de la commission départementale |
| 1871-1887 (démission)   | Marius Raspail                               | Républicain   | Médecin |
| 1887-1907               | Paul Vialis                                  | Rad.          | Cultivateur-négociant - Maire de Mormoiron Député (1902-1906)                                                                                              |
| 1907-1937               | Marius Clop                                  | Rad.          | Propriétaire à Villeneuve-lès-Avignon |
| 1937-1940               | Fernand Augier                               | Rad.          | Médecin à Carpentras, conseiller d'arrondissement Membre de la Commission administrative départementale (1941-1942) Nommé conseiller départemental en 1942 |
|                         |                                              |               | |
| 1945-1955               | Marcel Jean                                  | SFIO          | Cultivateur Maire de Villes-sur-Auzon |
| 1955-1985               | Albert Artilland (1905-1986)                 | Rad. puis DVD | Maire de Bédoin (1953-1979) |
| 1985-2004               | Michel Maurin                                | DVD puis DVG  | Notaire Maire de Mormoiron (1983-2001) |
| 2004-2015               | Max Raspail                                  | PS            | Agriculteur retraité Maire de Blauvac depuis 1995 Elu en 2015 dans le Canton de Pernes-les-Fontaines                                                       |

### Conseillers d'arrondissement (de 1833 à 1940)
Le canton de Mormoiron avait deux conseillers d'arrondissement.
| Période                                  | Période | Identité                   | Étiquette   | Qualité |
| ---------------------------------------- | ------- | -------------------------- | ----------- | --- |
| 1833                                     |         | M. d'Olivier               |             | Conseiller à la Cour royale de Nîmes                                                                        |
| 1833                                     |         | Joseph Chauvin (1764-1847) |             | Capitaine quartier maître en retraite, propriétaire à Mormoiron                                             |
|                                          |         |                            |             | |
| 1895                                     |         | Honoré Gassin              | Républicain | Maire de Crillon                                                                                            |
| 1895                                     |         | Jérôme Gerbaud             | Républicain | Propriétaire, ancien maire de Bédoin                                                                        |
|                                          |         |                            |             | |
| 1928                                     | 1937    | Fernand Augier             | PRS         | Médecin à Carpentras                                                                                        |
| 1937                                     | 1940    | Gustave Viau               | Radical     | Cultivateur et épicier, maire de Flassan (1925-1942 et 1947-1953)                                           |
| 1928                                     | 1940    | Augustin Boyer             | Radical     | Maire de Mormoiron                                                                                          |
| 1940                                     |         |                            |             | Les conseils d'arrondissement ont été suspendus par la loi du 12 octobre 1940 et n'ont jamais été réactivés |
| Les données manquantes sont à compléter. |         |                            |             | |

## Démographie
| 1962  | 1968  | 1975  | 1982  | 1990  | 1999  | 2006  | 2011   | 2012   |
| ----- | ----- | ----- | ----- | ----- | ----- | ----- | ------ | ------ |
| 5 419 | 5 455 | 5 504 | 6 109 | 7 366 | 8 585 | 9 851 | 10 592 | 10 655 |